# Tack för kaffet
Tack för kaffet är ett svenskt TV-program i  åtta delar som sändes i SVT 1991. Programmet var snarlikt Nöjesmassakern som sändes sex år tidigare och flera av figurerna från det programmet återkom här, framför allt de tyska kockarna Werner och Werner och den norrbottniske raggaren Steve med Lloyden. Av dessa två exempel så spelade Sven Melander i båda.
Programledare liksom manusförfattare var Sven Melander, Åke Cato och Gösta Engström. I varje avsnitt medverkade också en svensk gästartist som framförde en eller flera låtar med specialskriven text.
Programmet fick bra mottagande och det producerades ett bidrag till TV-festivalen i Montreaux, som kallades "Sweden The EC Way" och som innehöll axplock ur sketcherna från serien, presenterade av en naken kvinna framför en kakelugn skrivandes ett brev där hon försöker förklara hur svenskarna fungerar. Rösten gjordes av Mona Seilitz.
År 2009 släpptes en samlings-DVD-box med det bästa ur de åtta avsnitten.

## Gästartister i programmet
1. Björn Skifs (24 januari) [2]
2. Charlott Strandberg (31 januari)
3. Görel Crona (7 februari)
4. Pernilla Wahlgren (14 februari)
5. Ulf Eklund (21 februari)
6. Kim Anderzon (28 februari)
7. Carina Lidbom (7 mars)
8. Hans Jonsson (14 mars)